# 郑麟蕃
郑麟蕃（1919年—2009年），男，山东黄县人，中国口腔病理学家，曾任北京医科大学教授、博士生导师，第三届全国人大代表。